# 1878 en sport
Cet article présente les faits marquants de l'année 1878 en sport.

## Athlétisme
- 3e édition du championnat britannique de cross-country à Roehampton. Percy Stenning s’impose en individuel ; Spartan Harriers enlève le titre par équipe.
- 3e édition des championnats d'athlétisme des États-Unis
  - William Wilmer remporte le 100 yards et le 200 yards.
  - Frank Brown le 440 yards.
  - Edward Merritt le 880 yards.
  - Thomas Smith le mile.
  - William Duffy le 3 miles.
  - Edwards Ficken le 120 yards haies et le saut en hauteur (1,65 m).
  - Alfred Ing le saut à la perche (2,84 m).
  - William Willmer le saut en longueur (5,71 m).
  - Henry Buermeyer le lancer du poids (11,38 m).
  - William Curtis le lancer du marteau (24,43 m).

## Aviron
- 13 avril : The Boat Race entre les équipes universitaires d'Oxford et de Cambridge. Oxford s'impose[1].
- 28 juin : régate universitaire entre Harvard et Yale. Harvard s'impose[2].

## Baseball
- 2 mai : début du deuxième championnat de l'International Association avec douze équipes : Auburn, Binghamton Crickets, Brooklyn Blues, Buffalo Bisons, London Tecumsehs, Manchester Reds, New Bedford Whalers, New Haven Elm Citys, Pittsburgh Alleghenies, Rochester Flour Citys, Syracuse Stars et Worcester Reds. The New York Clipper présente l'IA comme une Ligue majeure.
- 13 septembre : 3e édition aux États-Unis du championnat de baseball de la Ligue nationale. Les Boston Red Caps s’imposent avec 41 victoires et 19 défaites.
- 8 octobre : 2e édition du championnat de baseball de l’International Association (É.-U./Canada). Les Américains de Buffalo sont sacrés champions.
- 10 novembre : les San Francisco Athletics sont champions de la Pacific Coast. Ils s'imposent en finale face aux San Francisco Cailfornias devant 8000 spectateurs.
- 29 décembre : fondation à La Havane de la première ligue professionnelle de baseball cubain.
- 31 décembre : plus de huit millions de battes de baseball ont été vendues aux É.-U. au cours de l’année 1878.

## Cricket
- Le Nottinghamshire County Cricket Club est sacré champion de cricket en Angleterre[3].

## Cyclisme
- Premier grand raid cyclotouriste : Laumaillé boucle un tour de France de 4 000 km en 36 jours.

## Football
- Janvier :
  - Introduction supposée du sifflet pour l'arbitre au cours d'un match Nottingham - Sheffield FC. Il semble peu probable qu'un arbitre de cette période ait réellement utilisé un sifflet. C'est une question qui fait encore débat outre-Manche. L'usage du sifflet se répand en 1891 (8 janvier 1895 en France) quand l'arbitre fait son entrée sur le terrain de jeu; ce qui apparaît plus logique…
  - Fondation du club de football anglais de West Bromwich Strollers par des employés de l’usine Salter’s Spring Work. Le club sera rebaptisé West Bromwich Albion FC dès 1880.
- Mars :
  - 2 mars : L'Écosse s'impose 7-2 face à l'Angleterre devant 10 000 spectateurs au Hampden Park, Glasgow.
  - 23 mars :
    - Finale de la 7e édition de la FA Challenge Cup au Kennington Oval, Londres devant 4500 spectateurs, Wanderers FC s'impose 3-1 face aux Royal Engineers AFC.
    - L'Écosse s'impose 9-0 face au Pays de Galles devant 6000 spectateurs au Hampden Park, Glasgow.

  - 30 mars : 
    - Finale de la 5e édition de la Coupe d'Écosse au Hampden Park, Glasgow devant 5000 spectateurs, Vale of Leven FC s'impose 1-0 face à Third Lanark AC.
    - Finale de la 1re édition de la Coupe du Pays de Galles au Acton Park, Wrexham devant 1500 spectateurs, Wrexham AFC s'impose 1-0 face aux Druids FC.
- Octobre :
  - Fondation du club de football anglais de Newton Heath LYR FC par des employés de la Lancashire and Yorkshire Railway (LYR). Le club sera rebaptisé Manchester United FC en 1902.
  - Fondation du club de football anglais de St-Domingo's FC par des élèves de la St-Domingo Church Sunday School. Le club est rebaptisé Everton FC dès novembre 1879.
  - 5 octobre : Preston North End FC dispute son premier match de football au Deepdale Stadium et le perd sur le score d’un but à zéro contre Eagley FC.
  - 14 octobre : premier match disputé en nocturne. C'était à Bramall Lane, entre deux formations sélectionnées par la Sheffield FA. 20 000 spectateurs sont enregistrés pour l'occasion. C'est la première fois que la marque des 10 000 spectateurs est largement dépassée (Glasgow non compris). Devant ce succès populaire, une foule de matches en nocturne ont lieu en cette fin de XIXe siècle. La FA interdira les matches en nocturne d'août 1930 à décembre 1950.

## Football américain
- Princeton est champion universitaire.

## Football australien
- Geelong Football Club remporte le championnat de la Victorian Football League en restant invaincu (16 victoires et 1 nul). Norwood champion de South Australia.

## Golf
- 13 mars : première rencontre de golf entre les équipes universitaires d’Oxford et Cambridge. Oxford s’impose
- 4 octobre : Jamie Anderson remporte l'Open britannique à Prestwick[4].

## Joute nautique
- F. Mazel (dit lou matelot) remporte le Grand Prix de la Saint-Louis à Cette[5].

## Omnisports
- L’Académie française admet le mot « Sport ».

## Rink hockey
- Premier match de l'histoire au Denmark Roller Rink de Londres.

## Rugby à XV
- 4 mars : match nul sans point à Londres entre l’Angleterre et l’Écosse.
- 11 mars : l’Angleterre bat l’Irlande à Dublin.

## Ski
- À l’occasion de l’Exposition universelle de Paris, le pavillon norvégien présente notamment des skis. Ce moyen de locomotion ancestral attire particulièrement l’attention des visiteurs qui en font massivement l’acquisition. Henry Duhamel en expérimente une paire dans les Alpes, à Chamrousse.

## Sport hippique
- Angleterre : Sefton gagne le Derby d'Epsom[6].
- Angleterre : Shifnal gagne le Grand National[7].
- Irlande : Madame du Barry gagne le Derby d'Irlande[8].
- France : Insulaire gagne le Prix du Jockey Club[9].
- France : Brie gagne le Prix de Diane[10].
- Australie : Calamia gagne la Melbourne Cup[11].
- États-Unis : Day Star gagne le Kentucky Derby[12].
- États-Unis : Duke of Magenta gagne la Belmont Stakes[13].

## Tennis
- Fondation à Dinard du premier club de tennis français.
- Introduction du tennis en Australie.
- du 15 au 20 juillet : 2e édition du Tournoi de Wimbledon, l’Anglais Frank Hadow s’impose en simple hommes. La finale attire 1000 spectateurs.

## Naissances
- 1er janvier : Robert Walthour Senior, cycliste sur piste américain. († 3 septembre 1949).
- 10 janvier : 
  - Richard Boon, hockeyeur sur glace canadien. († 3 mai 1961).
  - John McLean, athlète de haies américain. († 4 juin 1955).
- 19 janvier : Herbert Chapman, footballeur puis entraîneur anglais. († 6 janvier 1934).
- 23 janvier : Adolphe Lecours, entraîneur de hockey sur glace canadien. († 6 juillet 1955).
- 30 janvier : Herbert Potts, footballeur anglais. († ?)
- 1er février : Alfréd Hajós, nageur et footballeur hongrois. († 12 novembre 1955).
- 2 février : Joe Lydon, footballeur et boxeur américain. († 19 août 1937).
- 9 février : Jack Kirwan, footballeur puis entraîneur irlandais. († 9 janvier 1959).
- 13 février : Bill Bradley, joueur de baseball américain. († 11 mars 1954).
- 15 février : Jack Sharp, footballeur anglais. († 28 janvier 1938).
- 22 février : Gaston Alibert, épéiste français. († 26 décembre 1917).
- 24 février : Andy McGuigan, footballeur écossais. († ? 1948).
- 15 mars : 
  - Sammy Carter, joueur de cricket australien. († 8 juin 1948).
  - Lionel Martin, pilote de course automobile et homme d'affaires britannique. († 14 octobre 1945).
- 22 mars : Michel Théato, athlète de fond luxembourgeois-français. († ? 1919).
- 25 mars : František Janda-Suk, athlète de lancers de disque et de poids bohémien puis tchécoslovaque. († 23 juin 1955).
- 31 mars : 
  - Jack Johnson, boxeur américain. († 10 juin 1946).
  - Joseph Martinez, gymnaste français. († ?).
- 5 avril :
  - Albert Champion, cycliste sur route français. († 26 octobre 1929).
  - Paul Weinstein, athlète de saut allemand. († 16 août 1964).
- 6 avril : John Hunter, footballeur écossais. († 12 janvier 1966).
- 16 avril :
  - Albert Corey, athlète de fond français. († 3 août 1926).
  - Tip Foster, footballeur et joueur cricket anglais. († 13 mai 1914).
  - Erik Wallerius, skipper suédois. († 7 mai 1967).
- 25 avril : William Merz, gymnaste et athlète américain. († 17 mars 1946).
- 27 avril : John Rimmer, athlète de haies et d'équipes britannique. († 6 juin 1962).
- 29 avril : Bert Lipsham, footballeur anglais. († 23 mars 1932).
- 30 avril : Fernand Gabriel, pilote de courses automobile français. († 9 septembre 1943).
- 26 mai : Lucien Huteau, footballeur français. († 16 février 1975).
- 8 juin : Yvonne Prévost, joueuse de tennis française. († 3 mars 1942).
- 12 juin : Charlie Thomson, footballeur écossais. († 6 février 1936).
- 15 juin : Wollmar Boström, joueur de tennis suédois. († 7 novembre 1956).
- 1er juillet : William Trew, joueur de rugby à XV gallois. († 20 août 1926).
- 8 juillet : 
  - Floyd MacFarland, cycliste sur piste puis dirigent sportif américain. († 17 avril 1915).
  - Jimmy Quinn, footballeur écossais. († 21 novembre 1945).
- 20 juillet : Georg Hackenschmidt, haltérophile russe puis français et ensuite britannique.  († 19 février 1968).
- 22 juillet : Edgar Ladenburg, pilote de courses automobile allemand. († ? 1941).
- 26 juillet : Ernst Hoppenberg, nageur allemand. († 29 septembre 1937).
- 2 août : Billy Wallace, joueur de rugby à XV néo-zélandais. († 2 mars 1972).
- 18 août : Dominique Lamberjack pilote de courses automobile et de moto français. († 16 juillet 1948).
- 24 août : Archie Gray, footballeur écossais. († ?).
- 31 août : Frank Jarvis, athlète de sprint américain. († 2 juin 1933).
- 3 septembre : Dorothea Douglass Chambers, joueuse de tennis britannique. († 7 janvier 1960).
- 12 septembre : Jimmy Ashcroft, footballeur anglais. († 9 avril 1943).
- 29 septembre : Giosuè Giuppone, pilote de moto et de courses automobile italien. († 16 septembre 1910).
- 6 octobre : Billy Garraty, footballeur anglais. († 6 mai 1931).
- 8 octobre : Walter Katzenstein, rameur allemand. († 9 septembre 1929).
- 12 octobre : Truxton Hare, athlète de lancers et d'épreuves combinées puis joueur de foot U.S. américain. († 2 février 1956).
- 16 octobre :
  - Eugenio Canfari, footballeur puis dirigeant sportif italien. († 23 mars 1962).
  - Maxie Long, athlète de sprint américain. († 4 mars 1959).
- 21 octobre : Joseph Rockwell Swan, sportif (joueur de football et entraîneur) puis banquier d'affaires américain. († novembre 1965).
- 16 novembre : Maxie Long, athlète de sprint américain. († 4 mars 1959).
- 18 novembre : Mitsuyo Maéda, judoka et lutteur japonais. († 28 novembre 1941).
- 19 novembre : Meredith Colket, athlète de saut américain. († 7 juin 1947).
- 23 novembre : Holcombe Ward, joueur de tennis américain. († 23 janvier 1967).
- 26 novembre : Major Taylor, cycliste sur piste américain. († 21 juin 1932).
- 27 novembre : Charles Dvorak, athlète de saut américain. († 18 décembre 1969).
- 29 novembre : John Derbyshire, poloïste et nageur britannique. († 15 novembre 1938).
- 22 décembre : Meyer Prinstein, athlète de saut américain. († 10 mars 1925).
- 25 décembre : Louis Chevrolet, pilote de courses automobile et entrepreneur automobile helvético-franco-américain. Fondateur de la marque Chevrolet. († 6 juin 1941).
- 26 décembre : Alex Raisbeck, footballeur puis entraîneur écossais. († 12 mars 1949).
- ? : Georges Garnier, footballeur français. (? 1936).
- ? : Frederick Spackman, footballeur anglais. († 30 mai 1942).

## Décès
- 2 avril : Cuthbert Ottaway, 27 ans, footballeur anglais. (° 19 juillet 1850).
- 1er mai : John Morrissey, 47 ans, boxeur américain. (° 12 février 1831).